# حق ارباب
حق ارباب Droit du seigneur[a]، یا به عنوان حق شب اول jus primae noctis[b] همچنین فحشای مهمان Guest prostitution، قانونی در اروپای قرون وسطایی بود که به اربابان فئودال اجازه می‌داد تا با هر زن، به ویژه در شب عروسی او رابطه جنسی داشته باشند. اشارات زیادی به این رسم در ادبیات قرون وسطی وجود دارد؛ مثلاً در نمایشنامه هنری ششم از شکسپیر و در اپرای ازدواج فیگارو که موضوع اصلی داستان است.

## پیشینه

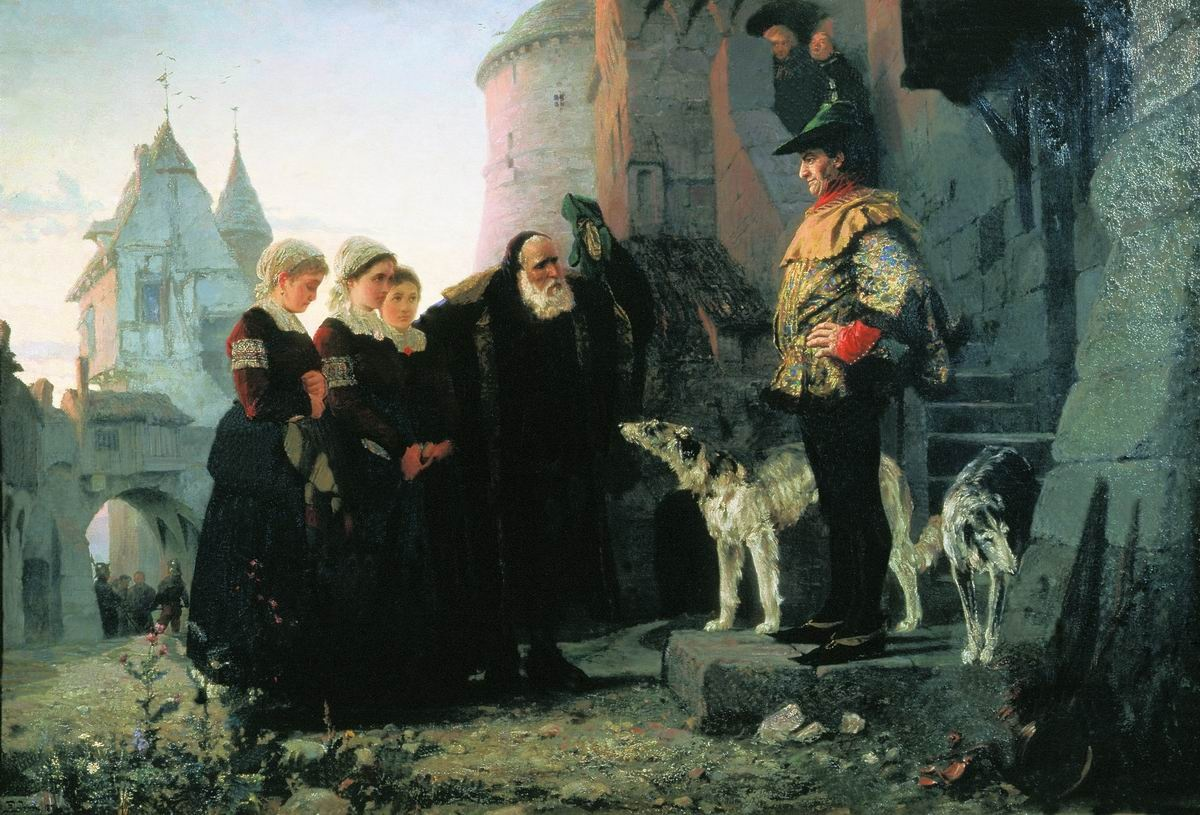
، نقاشی یک هنرمند قرن نوزدهم از یک پیرمرد که در حال آوردن دختران جوان خود برای یک ارباب فئودالی است

نخستین شیرهٔ زفاف (به فرانسوی: Droit de cuissage) که همین‌طور گاهی با عنوان حق‌ران شناخته می‌گردید، اشاره به یک حق قانونی در قرون وسطی اروپا و جاهای دیگر دارد که اجازه می‌داد تا اربابان فئودالی، یک مقام مذهبی و شخصیت دیگری که مکان رفیعی را اشغال کرده بود به روابط جنسی با زنان تابعه در حکومت فئودالی خود و درست در شب عروسی آن‌ها بپردازند و از این حق خصوصی برخوردار بود که تازه عروس را پیش از شوهرش در شب زفاف تصاحب کند، دیوید والکر و هکتور مک‌کنی مورخان معاصر، معتقدند که قانون حقِ ران، احتمال دارد که در اروپای قرون وسطی وجود داشته باشد. اما اجماع مورخان بر این باور است که چنین چیزی، صرفاً یک افسانه بوده است و تمام منابع، مربوط به دوره‌های بعدی است.
در دوران فئودالی اروپا، برای گریز از قانون حق ران، نوعی مالیات وجود داشت تحت عنوان مالیات مرچِت که از این مالیات، برای چشم‌پوشی ارباب فئودالی در قبال قانون حقِ ران استفاده می‌گردید. از سویی دیگر تعابیری وجود دارد مبنی بر اینکه چون دوشیزگان رعیت، زمین ارباب را ترک می‌کردند، مالیات مرچِت نوعی جبران خسارت برای ارباب تلقی می‌گردید. بر طبق نوشتار دانشنامه بریتانیکا، شواهد نشان می‌دهد که مالیات مرچِت، وجه پرداختی توسط رعیت‌ها برای ازدواج بوده است چرا که میزان قابل‌توجهی از عایدات ارباب‌منشی، حول محور ازدواج می‌چرخیده است. در هر صورت، این حق متصور شده در سال ۱۴۸۶ و طی حکمی قانونی و به فرمان پادشاه فرناندوی دوم، پادشاه آراگون ملغی گردید.

## در هنر
فیلم ایتالیایی بنام نخستین شیره زفاف (فیلم) نیز در این مورد ساخته شده است.